# 喜馬拉雅多維連通網絡
喜馬拉雅多維連通網絡（英語：Trans-Himalayan Multi-dimensional Connectivity Network，縮寫：THMCN），是尼泊尔和中国之间的经济走廊被视为中国“一带一路”倡议的一部分，该倡议旨在促进全球发展，特别是加强欧亚大陆的互联互通。2019年，中国国家主席兼中共总书记習近平在访问尼泊尔期间，对该走廊表示赞赏，认为它将使尼泊尔从内陆国家转变为陆联国家。

## 基础设施
該走廊由多個交通基礎設施項目組成。 其中的旗艦基礎設施項目是中尼鐵路，該項目目前正處於可行性研究階段。此外，還計劃實施一系列高速公路項目，其中包括修建隧道公路，以及對在廓爾喀地震後關閉的阿拉尼科高速公路進行升級。
阿拉尼科公路的終點位於科達里村，並且該公路將延伸至中國樟木過境點的邊界。這項倡議還將促使邊境口岸的恢復和改善。
除此之外，這些項目還將包括尼泊爾境內交通基礎設施的內部改善，主要服務於該國的三個南北走廊，即科西經濟走廊、甘達基經濟走廊和卡納利經濟走廊。預計的項目還包括中尼鐵路的加德滿都-博卡拉-藍毘尼延伸段，以及喜馬拉雅山谷地區的多個高速公路項目。